# West Odessa
West Odessa is een plaats (census-designated place) in de Amerikaanse staat Texas, en valt bestuurlijk gezien onder Ector County.

## Demografie
Bij de volkstelling in 2000 werd het aantal inwoners vastgesteld op 17.799.

## Geografie
Volgens het United States Census Bureau beslaat de plaats een oppervlakte van
161,7 km², geheel bestaande uit land.

## Plaatsen in de nabije omgeving
De onderstaande figuur toont nabijgelegen plaatsen in een straal van 44 km rond West Odessa.